# SN 2006lm
SN 2006lm – supernowa typu Ia odkryta 11 października 2006 roku w galaktyce A222012+0024. W momencie odkrycia miała maksymalną jasność 22,10m.